# Noiret Irén
Noiret Irén (Irene de Noiret; Noiret de Irene) (Újpest, 1896. január 5. – München, 1984. július 26.) magyar-német kabaréművész, sanzonénekes. Teljes dokumentációs hagyatéka a Német Kabaréarchívumban található.

## Életpályája
Noiret Mária (1868–1943) tanítónő gyermekeként született; Magyarországra kivándorolt francia nemesi családból származott. Budapesti és brüsszeli tanulmányait követően operaénekesként Giacomo Puccini Tosca című művének címszerepében debütált a Magyar Királyi Operaházban. Ezt számos fellépés követte Max Reinhardt különböző színpadain. Később főként a sanzon felé fordult. 1938-ban például a berlini Carow's Lachbühnén lépett fel.
1947-től énekesként (sanzonok és népdalok) Berlinben, Hamburgban és Hannoverben vállalt szerepet. A háború utáni időszakban – 1945–1946 között – átmenetileg az Oldenburgi Állami Színház művészeti vezetője is volt.

## Fordítás
- Ez a szócikk részben vagy egészben  az   Irene de Noiret című német Wikipédia-szócikk ezen változatának fordításán alapul.  Az eredeti cikk szerkesztőit annak laptörténete sorolja fel. Ez a jelzés csupán a megfogalmazás eredetét és a szerzői jogokat jelzi, nem szolgál a cikkben szereplő információk forrásmegjelöléseként.